# McLaren MP4-17
A McLaren MP4-17 egy Formula–1-es versenyautó, amit a McLaren tervezett a 2002-es Formula–1 világbajnokságra, de különféle okok miatt áttervezve az egész 2003-as idényben is ezt használta a csapat. Versenyzői mindkét évben David Coulthard és Kimi Räikkönen voltak.

## Története
Eredetileg az MP4-17-es nem volt egy sikeres konstrukció, a 2002-es idényben csak szenvedtek vele. Räikkönen rendszeresen kiesett, a csapat pedig mindössze Monacóban tudott győzni, Coulthard által. Ebben az évben 65 ponttal konstruktőri harmadikok lettek.
A változás 2003-ban következett be: a tervezés alatt álló, ám később visszavont új modell, a kivitelezési hiányosságokkal küszködő MP4-18-as a hibajavítások miatt egyre csak csúszott. Így úgy döntöttek, hogy a 2003-as idényben az MP4-17 feljavított, MP4-17D kódjelű változatát használják. Az idény nagyszerűen kezdődött, mindkét versenyt megnyerték: egyet Coulthard, egyet Räikkönen. Csakhogy ezt követően már nem sikerült ez a bravúr, és inkább csak a dobogó alsóbb fokaira fértek fel. Ennek oka többek között az is volt, hogy az MP4-18-as fejlesztésébe ölték a mérnökök minden idejüket és energiájukat, és amikor rájöttek, hogy az egy fejlesztési zsákutca, már késő volt. Mindennek ellenére Räikkönen kitartóan gyűjtögette a pontokat, olyannyira, hogy végül az utolsó futamig nyitott volt közte és Michael Schumacher között a világbajnokság, melyet csak 2 ponttal veszített el.

## Eredmények
| Év   | Kasztni | Motor                                           | Gumik | Pilóták         | 1          | 2        | 3        | 4          | 5             | 6        | 7      | 8      | 9            | 10             | 11             | 12          | 13           | 14          | 15               | 16               | 17    | Pontok | Helyezés |
| ---- | ------- | ----------------------------------------------- | ----- | --------------- | ---------- | -------- | -------- | ---------- | ------------- | -------- | ------ | ------ | ------------ | -------------- | -------------- | ----------- | ------------ | ----------- | ---------------- | ---------------- | ----- | ------ | -------- |
| 2002 | MP4-17  | Mercedes FO110M 3.0 V10                         | M     |                 | Ausztrália | Malajzia | Brazília | San Marino | Spanyolország | Ausztria | Monaco | Kanada | Európai Unió | Nagy-Britannia | Franciaország  | Németország | Magyarország | Belgium     | Olaszország      | Egyesült Államok | Japán | 65     | 3.       |
| 2002 | MP4-17  | Mercedes FO110M 3.0 V10                         | M     | David Coulthard | KI         | KI       | 3        | 6          | 3             | 6        | 1      | 2      | KI           | 10             | 3              | 5           | 5            | 4           | 7                | 3                | KI    | 65     | 3.       |
| 2002 | MP4-17  | Mercedes FO110M 3.0 V10                         | M     | Kimi Räikkönen  | 3          | KI       | 12†      | KI         | KI            | KI       | KI     | 4      | 3            | KI             | 2              | KI          | 4            | KI          | KI               | KI               | 3     | 65     | 3.       |
| 2003 | MP4-17D | Mercedes FO110M 3.0 V10 Mercedes FO110P 3.0 V10 | M     |                 | Ausztrália | Malajzia | Brazília | San Marino | Spanyolország | Ausztria | Monaco | Kanada | Európai Unió | Franciaország  | Nagy-Britannia | Németország | Magyarország | Olaszország | Egyesült Államok | Japán            |       | 142    | 3.       |
| 2003 | MP4-17D | Mercedes FO110M 3.0 V10 Mercedes FO110P 3.0 V10 | M     | David Coulthard | 1          | KI       | 4        | 5          | KI            | 5        | 7      | KI     | 15†          | 5              | 5              | 2           | 5            | KI          | KI               | 3                |       | 142    | 3.       |
| 2003 | MP4-17D | Mercedes FO110M 3.0 V10 Mercedes FO110P 3.0 V10 | M     | Kimi Räikkönen  | 3          | 1        | 2        | 2          | KI            | 2        | 2      | 6      | KI           | 4              | 3              | KI          | 2            | 4           | 2                | 2                |       | 142    | 3.       |

Félkövérrel jelölve a pole pozíció, dőlt betűvel a leggyorsabb kör.
† - Nem fejezte be a futamot, de rangsorolták, mert teljesítette a versenytáv 90 százalékát.